# José Antonio Viera Chacón
José Antonio Viera Chacón, né le 24 mars 1946, est un homme politique espagnol membre du Parti socialiste ouvrier espagnol (PSOE).
Il est élu député de la circonscription de Séville lors des élections générales de novembre 2011.

## Biographie

### Vie privée
Il est divorcé.

### Profession
Il est professeur de l'enseignement secondaire, fonctionnaire de la Junte d'Andalousie.

### Activités politiques
Il adhère au Parti socialiste ouvrier espagnol en 1981. Il est élu conseiller municipal de Tocina lors des élections municipales de 1983 et siège pendant un mandat. En mars 1989, il est nommé délégué provincial à l'Éducation et à la Science de la Junte d'Andalousie ; poste qu'il quitte en 1992. En 1994, il est nommé délégué à l'Intérieur dans la province de Séville puis change d'attributions en 1996 pour devenir délégué de la Junte dans la même province.
En 2000, il est nommé conseiller à l'Emploi et au Développement technologique par Manuel Chaves, président de la Junte, et reste en poste jusqu'en 2004 ; date à laquelle il est élu député au Parlement d'Andalousie. Il ne siège qu'un mois du fait de sa nomination comme délégué du gouvernement en Andalousie par le président du gouvernement José Luis Rodríguez Zapatero, en remplacement du conservateur Juan Ignacio Zoido. La socialiste Silvia Calzón le remplacé au Parlement. La même année, il est élu secrétaire général du PSOE de la province de Séville, en remplacement de Luis Navarrete.
Brièvement conseiller municipal de Séville en juin 2007, il est réélu député régional en mars 2008 puis désigné sénateur par le Parlement en représentation de la communauté autonome. Il quitte son mandat en décembre 2011 lorsqu'il est élu député de la circonscription de Séville.
Il démissionne en février 2012 de son mandat de secrétaire général du PSOE de Séville en raison de désaccords politiques dans le cadre de la confection de la liste socialiste dans la circonscription de Séville pour les élections régionales de 2012. Mis en examen en juin 2015 dans le cadre de l'affaire ERE par le Tribunal suprême, le PSOE lui demande de démissionner de son mandat de député national. Il refuse, quitte le parti et quitte le groupe parlementaire pour siéger sur les bancs du groupe mixte. Il démissionne en septembre 2015 et quitte la vie politique.